# Matius
Matius, Cnaeus vagy Gnaeus (Kr. e. I. század első negyede), római költő.
Sulla kora irodalmi életének egyik jelentős szereplője volt. Életművéből mindössze néhány apró töredék maradt fenn, tudunk viszont két jelentős költői teljesítményéről: hexameterekben latinra fordította Homérosz Iliaszát, illetve Hérondasz mintáját követve hosszabb latin költeményeket írt. Livius Andronicus korábbi, elavult Odüsszeia-fordítása helyett a görög eredetihez közelebb álló, modernebb latin fordítást készített. Utódai közül sokat merített műveiből Catullus és Horatius.